# Национальный бестселлер
«Национальный бестселлер» — литературная премия за лучший роман на русском языке, написанный в течение календарного года. Учреждена в 2001 году Константином Тублиным и Виктором Топоровым в Петербурге. Девиз — «Проснуться знаменитым!». С 2022 года не вручается.

## Процедура присуждения
На первом этапе значительное число номинаторов (назначаемых Оргкомитетом из представителей основных издательств, «толстых» журналов, деятелей русской литературы России и зарубежья, критики и знаковые писатели) называет по одному произведению, вышедшему в отчётном году или знакомому номинатору в виде рукописи. Так формируется «длинный список». Он публикуется в СМИ с указанием номинатора каждого отдельного произведения.
На втором этапе Большое жюри (около 20 человек), также формируемое Оргкомитетом и состоящее в основном из профессиональных литературных критиков разных направлений, оценивает выдвинутые произведения. При этом жюри никогда не собирается вместе и ничего не обсуждает коллективно. Каждый критик отбирает из всего прочитанного два произведения, одному из которых выставляет 3 балла, а второму — 1 балл. Результаты отбора также публикуются — с указанием того, кто как проголосовал. Произведения (5—6), набравшие наибольшее число баллов, образуют «короткий список».
На третьем этапе Малое жюри, формируемое Оргкомитетом и состоящее уже не столько из профессиональных писателей, сколько из просвещённых читателей, авторитетных деятелей искусства, политики и бизнеса, — делает выбор из произведений «короткого списка». Голосование происходит во время процедуры присуждения премии, как правило, в последнюю пятницу мая в Санкт-Петербурге. В случае, если за два произведения участниками Малого жюри подано одинаковое количество голосов, право определить победителя предоставляется Почётному председателю Малого жюри.
В 2001—2016 годах победитель получал денежную премию, эквивалентную 10 000 долларов, которая делилась в пропорции 7:3 между ним и номинатором, и становился членом Малого жюри следующего цикла премии. Финалисты получали поощрительные призы, эквивалентные 1000 долларов. В 2017 году спонсором премии стал Антон Треушников, владелец издательств «Городец» и «Флюид». С 2017 года победитель получает денежную премию в размере 1 000 000 рублей, которая делится в пропорции 9:1 между ним и номинатором, и всё так же становится членом Малого жюри следующего цикла премии. Финалисты получают поощрительные призы в размере 60 000 рублей. И главный, и поощрительные призы вручаются лишь при условии присутствия финалистов или их доверенных лиц на заключительной церемонии.
В 2022 году после объявления короткого списка финалистов организаторы премии приняли решение не вручать премию. Антон Треушников называл это решение временным, однако в январе 2023 года объявил о том, что место «Нацбеста» займёт новая премия «Главкнига». Ответственный секретарь «Нацбеста» Владислав Толстов в ответ сообщил, что у него есть информация только о решении не проводить премию в этом году: «Ни о какой новой премии „Главкнига“ я не знаю». В 2023 году в отведённые сроки не начали работу ни «Нацбест», ни «Главкнига».
Некоторое время новости и архив публикаций сайта «Нацбеста» были недоступны, на главной странице указывалось: «На сайте ведутся технические работы». По состоянию на июль 2025 года сайт работает, однако обновлений после 2022 года там нет.

## Лауреаты

### 2001
Список номинантов на премию «Национальный бестселлер» 2001 года
Финалисты:
- Леонид Юзефович, «Князь ветра».
- Сергей Болмат, «Сами по себе (роман)».
- Дмитрий Быков, «Оправдание».
- Эдуард Лимонов, «Книга мёртвых».
- Александр Проханов, «Идущие в ночи».
- Владимир Сорокин, «Пир».

Жюри:
- Ирина Хакамада — почётный председатель.
- Владимир Коган.
- Павел Крусанов.
- Эдуард Лимонов.
- Артемий Троицкий.
- Елена Шварц.

### 2002
Список номинантов на премию «Национальный бестселлер» 2002 года
Финалисты:
- Александр Проханов, «Господин Гексоген».
- Дмитрий Бортников, «Синдром Фрица».
- Ирина Денежкина, «Song for lovers».
- Сергей Носов, «Дайте мне обезьяну».
- Олег Павлов, «Карагандинские девятины».
- Ольга Славникова, «Бессмертный».

Жюри:
- Владимир Коган — почётный председатель.
- Юлия Ауг.
- Владимир Бондаренко.
- Михаил Трофименков.
- Ирина Хакамада.
- Сергей Шнуров.
- Леонид Юзефович.

### 2003
Финалисты:
- Александр Гаррос и Алексей Евдокимов «[Голово]ломка».
- Дмитрий Быков, «Орфография».
- Владимир Яременко-Толстой, «Мой-мой».
- Вячеслав Дёгтев, «Крест».
- Сергей Коровин, «Прощание с телом».
- Павел Крусанов, «Бом-бом».

Жюри:
- Валентин Юдашкин — почётный председатель.
- Лев Данилкин.
- Ирина Денежкина.
- Александра Куликова.
- Леонид Парфёнов.
- Александр Привалов.
- Александр Проханов.

### 2004
Финалисты:
- Виктор Пелевин, «ДПП (NN)».
- Вера Галактионова, «Крылатый дом».
- Илья Масодов, «Черти».
- Валентин Распутин, «Дочь Ивана, мать Ивана».
- Андрей Тургенев, «Месяц Аркашон».
- Александр Червинский, «Шишкин лес».

Жюри:
- Александра Куликова — почётный председатель.
- Рубен Гальего.
- Александр Гаррос.
- Алексей Евдокимов.
- Александр Иванов.
- Тина Канделаки.
- Ксения Раппопорт.
- Алексей Тарханов.

### 2005
Финалисты:
- Михаил Шишкин, «Венерин волос».
- Дмитрий Быков, «Эвакуатор».
- Олег Зайончковский, «Сергеев и городок».
- Татьяна Москвина, «Смерть — это всё мужчины».
- Захар Прилепин, «Патологии».
- Оксана Робски, «Casual (Повседневное)».

Жюри:
- Леонид Юзефович — почётный председатель.
- Александр Гаврилов.
- Андрей Дмитриев.
- Светлана Конеген.
- диакон Андрей Кураев.
- Виктор Пелевин.
- Кирилл Серебренников.

### 2006
«Длинный список».
Финалисты:
- Дмитрий Быков, «Борис Пастернак».
- Сергей Доренко, «2008».
- Павел Крусанов, «Американская дырка».
- Захар Прилепин, «Санькя».
- Андрей Рубанов, «Сажайте, и вырастет».
- Игорь Сахновский, «Счастливцы и безумцы».

Жюри:
- Эдуард Лимонов — почётный председатель.
- Юля Беломлинская.
- Екатерина Волкова.
- Демьян Кудрявцев.
- Илья Хржановский.
- Михаил Шишкин.
- Светлана Ячевская.

### 2007
«Длинный список».
Финалисты:
- Илья Бояшов, «Путь Мури».
- Вадим Бабенко, «Чёрный пеликан».
- Дмитрий Быков, «ЖД».
- Владимир Сорокин, «День опричника».
- Людмила Улицкая, «Даниэль Штайн, переводчик».
- Лена Элтанг, «Побег куманики».

Жюри:
- Сергей Васильев — почётный председатель.
- Василий Бархатов.
- Дмитрий Быков.
- Илья Лазерсон.
- Михаил Леонтьев.
- Яна Милорадовская.
- Анфиса Чехова.

### 2008
«Длинный список».
Финалисты:
- Захар Прилепин, «Грех».
- Юрий Бригадир, «Мезенцефалон».
- Лев Данилкин, «Человек с яйцом: жизнь и мнения Александра Проханова».
- Анна Козлова, «Люди с чистой совестью».
- Александр Секацкий, «Два ларца: бирюзовый и нефритовый».
- Андрей Тургенев, «Спать и верить: блокадный роман».

Жюри:
- Илья Штемлер — почётный председатель.
- Илья Бояшов.
- Марат Гельман.
- Галина Дурстхоф.
- Борис Фёдоров.
- Эмилия Спивак.
- Алексей Ягудин.

### 2009
«Длинный список».
Финалисты:
- Андрей Геласимов, «Степные боги».
- Илья Бояшов, «Танкист, или „Белый тигр“».
- Сергей Носов, «Тайная жизнь петербургских памятников».
- Герман Садулаев, «Таблетка».
- Сергей Самсонов, «Аномалия Камлаева».
- Александр Снегирёв, «Нефтяная Венера».

Жюри:
- Андрей Галиев — почётный председатель.
- Дмитрий Борисов
- Михаил Калатозишвили.
- Андрей Колесников.
- Захар Прилепин.
- Константин Холшевников.
- Ольга Шелест.

### 2010
«Длинный список».
Финалисты:
- Эдуард Кочергин, «Крещённые крестами».
- Василий Авченко, «Правый руль».
- Андрей Аствацатуров, «Люди в голом».
- Павел Крусанов, «Мёртвый язык».
- Олег Лукошин, «Капитализм».
- Роман Сенчин, «Елтышевы».

Жюри:
- Константин Тублин — почётный председатель.
- Валерия Гай Германика.
- Андрей Геласимов.
- Андрей Константинов.
- Севара Назархан.
- Максим Сураев.
- Ирина Тинтякова.

### 2011
«Длинный список».
Финалисты:
- Дмитрий Быков, «Остромов, или Ученик чародея» (11 баллов).
- Фигль-Мигль, «Ты так любишь эти фильмы» (6 баллов).
- Михаил Елизаров, «Мультики» (6 баллов).
- Павел Пепперштейн, «Пражская ночь» (6 баллов).
- Андрей Рубанов, «Психодел» (6 баллов).
- Сергей Шаргунов, «Книга без фотографий» (5 баллов).

Жюри:
- Ксения Собчак — почётный председатель.
- Иван Алексеев (Noize MC).
- Сергей Богданов.
- Светлана Иванникова.
- Олег Кашин.
- Эдуард Кочергин.
- Алексей Учитель.

### 2011 — Юбилейная премия «Супер-Нацбест»
В 2011 году в честь десятилетия существования премии «Национальный бестселлер» была вручена юбилейная премия «Супер-Нацбест» (в размере 100 000 долларов). Конкурс проводился среди победителей премии «Национальный бестселлер» предыдущих годов. Каждый из членов жюри проголосовал за какое-то одно произведение. Наибольшее число голосов (три) набрал роман Захара Прилепина «Грех».
Конкурсанты:
- Захар Прилепин, «Грех» (3 голоса).
- Эдуард Кочергин, «Крещённые крестами» (2 голоса).
- Леонид Юзефович, «Князь ветра».
- Александр Проханов, «Господин Гексоген».
- Александр Гаррос и Алексей Евдокимов, «[Голово]ломка».
- Виктор Пелевин, «ДПП (NN)».
- Михаил Шишкин, «Венерин волос».
- Дмитрий Быков, «Борис Пастернак».
- Илья Бояшов, «Путь Мури».
- Андрей Геласимов, «Степные боги».

Жюри:
- Аркадий Дворкович — почётный председатель.
- Сергей Васильев.
- Андрей Галиев.
- Владимир Коган.
- Александра Куликова.
- Эдуард Лимонов.
- Константин Тублин.
- Ирина Хакамада.
- Илья Штемлер.
- Валентин Юдашкин.
- Леонид Юзефович.

### 2012
«Длинный список».
Финалисты:
- Александр Терехов, «Немцы» (12 баллов).
- Владимир Лидский, «Русский садизм» (7 баллов).
- Владимир Лорченков, «Копи Царя Соломона» (7 баллов).
- Марина Степнова, «Женщины Лазаря» (7 баллов)[19].
- Сергей Носов, «Франсуаза, или Путь к леднику» (6 баллов).
- Анна Старобинец, «Живущий» (6 баллов).

Жюри:
- Сергей Шнуров— почётный председатель.
- Дмитрий Ольшанский.
- Женя Отто.
- Захар Прилепин.
- Михаил Родионов.
- Валерий Соломин.
- Карен Шахназаров.

### 2013
«Длинный список».
Финалисты:
- Фигль-Мигль, «Волки и медведи» (5 баллов)[22].
- Максим Кантор, «Красный свет» (10 баллов).
- Евгений Водолазкин, «Лавр» (7 баллов).
- Ильдар Абузяров, «Мутабор» (6 баллов).
- Софья Купряшина, «Видоискательница» (6 баллов).
- Ольга Погодина-Кузмина, «Власть мёртвых» (5 баллов).

Жюри:
- Лев Макаров — почётный председатель.
- Александр Боровский.
- Сергей Жадан.
- Константин Крылов.
- Злата Полищук.
- Ника Стрижак.
- Александр Терехов.

### 2014
«Длинный список».
Финалисты:
- Ксения Букша, «Завод „Свобода“»[24] (9 баллов).
- Сергей Шаргунов, «1993» (13 баллов).
- Павел Крусанов, «Царь головы» (10 баллов).
- Владимир Шаров, «Возвращение в Египет» (8 баллов).
- Марат Басыров, «Печатная машина» (6 баллов).
- Владимир Сорокин, «Теллурия» (6 баллов).

Жюри:
- Леонид Юзефович — почётный председатель.
- Юлия Ауг.
- Татьяна Геворкян.
- Николай Копейкин.
- Борис Куприянов.
- Алексей Лебедев.
- Фигль-Мигль.

### 2015
«Длинный список».
Финалисты:
- Сергей Носов, «Фигурные скобки» (19 баллов)[26].
- Олег Кашин, «Горби-дрим» (6 баллов).
- Анна Матвеева, «Девять девяностых» (6 баллов).
- Александр Снегирёв, «Вера» (6 баллов).
- Василий Авченко, «Кристалл в прозрачной оправе» (5 баллов).
- Татьяна Москвина, «Жизнь советской девушки» (5 баллов).

Жюри:
- Артемий Троицкий — почётный председатель.
- Ксения Букша.
- Алла Михеева.
- Вадим Степанцов.
- Владимир Шинкарёв.
- Ефим Шифрин.
- Сергей Яшин.

### 2016
«Длинный список».
Финалисты:
- Леонид Юзефович, «Зимняя дорога» (12 баллов).
- Эльдар Саттаров, «Транзит Сайгон — Алматы» (9 баллов).
- Аглая Топорова, «Украина трёх революций» (8 баллов).
- Мария Галина, «Автохтоны» (7 баллов).
- Михаил Однобибл, «Очередь» (5 баллов).

Жюри:
- Наталья Треушникова — почётный председатель.
- Марина Алексеева.
- Константин Бронзит.
- Сергей Волков.
- Олег Груз.
- Андрей Могучий.
- Сергей Носов.

### 2017
Финалисты:
- Анна Козлова, «F20» (10 баллов).
- Андрей Рубанов, «Патриот» (6 баллов).
- Елена Долгопят, «Родина» (9 баллов).
- Сергей Беляков, «Тень Мазепы. Украинская нация в эпоху Гоголя» (6 баллов).
- Александр Бренер, «Жития убиенных художников» (6 баллов).
- Фигль-Мигль, «Эта страна» (6 баллов).

- Андрей Филимонов, «Головастик и святые» (7 баллов).

Жюри:
- Константин Эрнст — почётный председатель.
- Василий Вакуленко (Баста).
- Анна Ковальчук.
- Борис Хлебников.
- Настасья Хрущёва.
- Сергей Чобан.
- Леонид Юзефович.

### 2018
Финалисты:
- Алексей Сальников, «Петровы в гриппе и вокруг него» (12 баллов).
- Василий Аксёнов, «Была бы дочь Анастасия» (6 баллов).
- Мария Лабыч, «Сука» (6 баллов).
- Дмитрий Петровский, «Дорогая, я дома» (5 баллов).
- Анна Старобинец, «Посмотри на него» (6 баллов).

Жюри:
- Артём Оболенский — почётный председатель.
- Татьяна Ахметгалиева
- Алексей Венедиктов.
- Анна Козлова.
- Элен Мела.
- Пётр Семак.
- Дмитрий Кузнецов (Хаски).

### 2019
Финалисты
- Андрей Рубанов, «Финист — ясный сокол»[27].
- Евгения Некрасова, «Калечина-Малечина».
- Упырь Лихой, «Славянские отаку».
- Александр Пелевин, «Четверо».
- Михаил Трофименков, «XX век представляет. Кадры и кадавры».

Жюри
- Юрий Воронин — почётный председатель.
- Андрей Шамрай.
- Кристина Потупчик.
- Дмитрий Пучков (Гоблин).
- Алексей Сальников.
- Владимир Бортко.
- Семён Пегов.

### 2020
Финалисты
- Михаил Елизаров, «Земля»[28]
- Ольга Погодина-Кузмина, «Уран»
- Андрей Аствацатуров, «Не кормите и не трогайте пеликанов»
- Кирилл Рябов, «Пёс»
- Булат Ханов, «Непостоянные величины»
- София Синицкая, «Сияние „жеможаха“»[29]

### 2021
«Длинный список».
Финалисты
- Александр Пелевин — «Покров-17» (8 баллов)[30]
- Михаил Гиголашвили — «Кока» (10 баллов)
- Вера Богданова — «Павел Чжан и прочие речные твари» (7 баллов)
- Мршавко Штапич — «Плейлист волонтёра» (6 баллов)
- Даниэль Орлов — «Время рискованного земледелия» (5 баллов)
- Иван Шипнигов — «Стрим» (5 баллов)

### 2022
«Длинный список».
В длинный список было отобрано 47 текстов. Премия за лучшую книгу не присуждалась.
Финалисты
- Кирилл Рябов — «Фашисты» (7 баллов)
- София Синицкая — «Хроника Горбатого» (7 баллов)
- Ислам Ханипаев — «Типа я» (7 баллов)
- Павел Басинский — «Подлинная история Анны Карениной» (6 баллов)
- Юлия Кисина — «Бубуш» (6 баллов)
- Сергей Авилов — «Капибару любят все» (5 баллов)[5]